# Kecamatan Buyasuri
Kecamatan Buyasuri är ett distrikt i Indonesien.   Det ligger i provinsen Nusa Tenggara Timur, i den sydöstra delen av landet, 1 900 km öster om huvudstaden Jakarta. Kecamatan Buyasuri ligger på ön Pulau-pulau Solor.